# Do I
Do I è il primo singolo estratto dal secondo album in studio I'll Stay Me del cantante country statunitense Luke Bryan. Il singolo è stato pubblicato il 4 maggio 2009 per il mercato americano.

## Classifiche
| Classifica (2009) | Posizione massima |
| ----------------- | ----------------- |
| Billboard Hot 100 | 34                |
| Hot Country Songs | 2                 |
| Canada            | 66                |

### Classifiche di fine anno
| Classifica (2009) | Posizione massima |
| ----------------- | ----------------- |
| Hot Country Songs | 41                |

| Classifica (2009) | Posizione massima |
| ----------------- | ----------------- |
| Hot Country Songs | 59                |